# Voïvodie d'Elbląg
Pour les articles homonymes, voir Elbląg (homonymie).
La voïvodie d'Elbląg (en polonais : Województwo elbląskie) était une unité de division administrative et un gouvernement local de Pologne entre 1975 et 1998.
En 1999, son territoire est intégré dans la Voïvodie de Varmie-Mazurie et la voïvodie de Poméranie.
Sa capitale était Elbląg.

## Villes
Population au 31 décembre 1998 :
- Elbląg – 129 782
- Kwidzyn – 39 560
- Malbork – 39 256
- Braniewo – 18 865
- Pasłęk – 12 516
- Sztum – 10 930
- Nowy Dwór Gdański – 10 462
- Orneta – 9837
- Prabuty  – 8125
- Dzierzgoń – 5653
- Susz – 5600
- Nowy Staw – 3896
- Pieniężno – 2975
- Tolkmicko – 2766
- Frombork – 2528
- Kisielice – 2222
- Młynary – 1844
- Krynica Morska – 1376

## Bureaux de district
Sur la base de la loi du 22 mars 1990, les autorités locales de l'administration publique générale,ont créé 4 régions administratives associant plusieurs municipalités.
- Braniewo (Braniewo, Frombork, Młynary, Orneta, Pieniężno, Gmina Braniewo, Gmina Frombork, Gmina Lelkowo, Gmina Młynary, Gmina Orneta, Gmina Pieniężno, Gmina Płoskinia, Gmina Wilczęta),
- Elbląg (Elbląg, Krynica Morska, Nowy Dwór Gdański, Pasłęk, Tolkmicko, Gmina Elbląg, Gmina Godkowo, Gmina Gronowo Elbląskie, Gmina Markusy, Gmina Milejewo, Gmina Nowy Dwór Gdański, Gmina Ostaszewo, Gmina Pasłęk, Gmina Rychliki, Gmina Stegna Gmina Sztutowo, Gmina Tolkmicko),
- Kwidzyn (Kwidzyn, Prabuty, Gardeja, Sadlinki, Ryjewo, Susz, Kisielice),
- Malbork (Dzierzgoń, Lichnowy, Malbork, Mikołajki Pomorskie, Miłoradz, Nowy Staw, Stare Pole, Stary Dzierzgoń, Stary Targ et Sztum)

## Curiosité
Dans la voïvodie d'Elbląg se trouve le point le plus bas de la Pologne. À Raczki Elblaskie la dépression atteint 1,8 m.

## Évolution démographique
| Année | population en milliers d'habitants | densité hab./km2 | population citadine en milliers d'habitants | pourcentage de la population citadine |
| 1975  | 422,7                              | 69,26            | 227,2                                       | 53,8                                  |
| 1976  | 425,6                              | 69,74            | 231,9                                       | 54,5                                  |
| 1977  | 430,1                              | 70,47            | 237,1                                       | 55,1                                  |
| 1978  | 432,9                              | 70,93            | 248,1                                       | 56,7                                  |
| 1979  | 437,1                              | 71,62            | 252,5                                       | 56,7                                  |
| 1980  | 441,5                              | 72,34            | 252,4                                       | 57,2                                  |
| 1981  | 446,4                              | 73,14            | 257,2                                       | 57,6                                  |
| 1982  | 451,4                              | 73,96            | 261,4                                       | 57,9                                  |
| 1983  | 457,8                              | 75,01            | 265,7                                       | 58,0                                  |
| 1984  | 462,5                              | 75,78            | 271,0                                       | 58,6                                  |
| 1985  | 466,6                              | 76,45            | 274,0                                       | 58,7                                  |
| 1986  | 469,6                              | 76,95            | 278,6                                       | 59,3                                  |
| 1987  | 472,2                              | 77,37            | 282,3                                       | 59,8                                  |
| 1988  | 474,6                              | 77,77            | 289,0                                       | 60,9                                  |
| 1989  | 476,5                              | 78,08            | 292,4                                       | 61,4                                  |
| 1990  | 478,9                              | 78,47            | 295,8                                       | 61,8                                  |
| 1991  | 481,0                              | 78,81            | 300,2                                       | 62,4                                  |
| 1992  | 486,1                              | 80               | 302,8                                       | 62,3                                  |